# 相生市立那波中学校
相生市立那波中学校（あいおいしりつ なばちゅうがっこう）は、兵庫県相生市那波南本町にある公立中学校。

## 沿革
戦後の学制改革により当時の相生市が設置した新制中学校2校（相生中、那波中）のうちのひとつである。2007年に相生中を統合したことで、学制改革由来の中学校は相生市では本校のみとなった。以下、公式HP「学校の沿革」による。
- 1947年（昭和22年）4月22日 - 相生市千尋工和寮を仮校舎として相生市立那波中学校開校。
- 1951年（昭和26年） - 現在地に移転。
- 1954年（昭和29年） - 校区の一部を相生市立双葉中学校として分離。
- 1964年（昭和39年） - 校旗入魂式、校歌、応援歌の発表会。
- 2004年（平成16年） - 選択制学校給食本格開始。
- 2007年（平成19年） - 相生市立相生中学校を併合
- 2024年（令和6年）4月1日 - 新制服導入

## 教育目標

### 建学の精神
正義と責任

### 教育目標
確かな学力、豊かな心、健やかな体をもった生徒の育成

#### めざす生徒像
- 思いやりのある生徒
- 自ら学ぼうとする生徒
- 自ら考え行動できる生徒

#### めざす学校像
- 一人一人が輝き、夢と希望がもてる学校
- 地域に信頼される学校[3]

## 部活動
- 野球部
- ソフトテニス部
- バスケットボール部
- 女子バレーボール部
- 陸上競技部
- 吹奏楽部

## 校区
以下の小学校の通学区域。相生湾を取り囲む形で校区が広がっている。
- 相生市立相生小学校
- 相生市立那波小学校
- 相生市立青葉台小学校

## 著名な出身者
- 高島俊男 - 中国文学者
- 信原拓人 - 元プロ野球選手（千葉ロッテマリーンズ）

## 校区が隣接している学校
- 相生市立矢野川中学校
- 相生市立双葉中学校
- 赤穂市立坂越中学校
- たつの市立御津中学校